# Bandera de Cascàdia

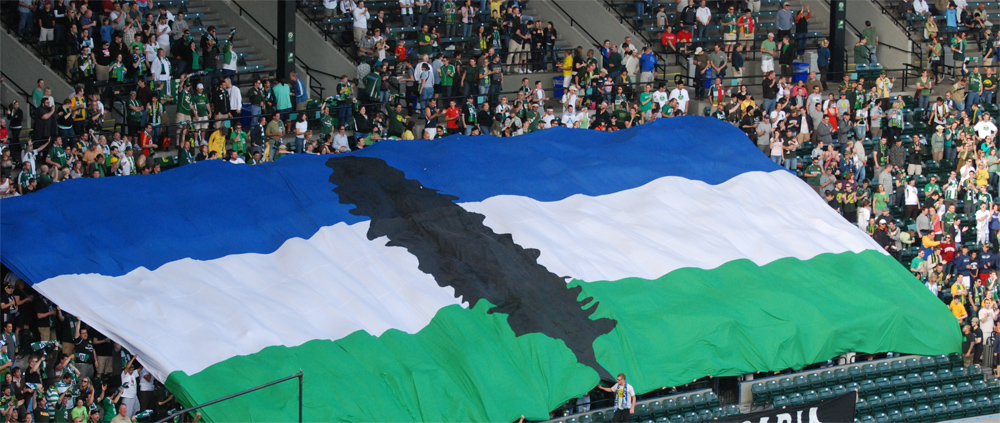
Bandera de Cascàdia portada pels aficionats del club de futbol Portland Timbers el 2010.

La bandera de Cascàdia (anomenada també en anglès, Cascadia Doug flag o simplement Doug flag pel nom de l'avet de Douglas que apareix a la bandera), és un dels símbols principals i una bandera no oficial de la bioregió de Cascàdia, que abasta aproximadament els estats d'Oregon i Washington dels Estats Units d'Amèrica, la província canadenca de la Colúmbia Britànica i altres parts del nord-oest del Pacífic d'Amèrica del Nord. Va ser dissenyada per Alexander Baretich, nadiu de Portland, el 1994.

## Descripció
La bandera està dividida en tres franges horitzontals, blau marí la superior, blanca la central i verda la inferior. Al centre carrega una silueta en verd fosc de l'avet de Douglas, i que arriba de la vora superior fins a la inferior.

### Simbolisme
Segons el Departament de la Bioregió de Cascadia, la bandera simbolitza "la bellesa natural i la inspiració que proporciona el nord-oest del Pacífic, i és una representació directa de la bioregió".
La franja blau marí simbolitza el cel, l'oceà Pacífic i el mar de Salish, així com la infinitat de rius de la bioregió, inclosos els rius Columbia, Snake i Fraser. El blanc representa els núvols i la neu i el verd representa els innombrables camps i boscos perennes de la regió. L'arbre simbolitza "la resistència, el desafiament i la resistència contra el foc, les inundacions, els canvis catastròfics i cada cop més contra l'home antropocèntric". La bandera és una declaració no verbal d'"AIXÒ ÉS CASCADIA I SOM CASCADIANS!"

### Colors
| Model de color | Blau        | Blanc         | Verd       | Verd fosc    |
| -------------- | ----------- | ------------- | ---------- | ------------ |
| RGB            | 18, 28, 192 | 255, 255, 255 | 8, 93, 5   | 0, 34, 0     |
| CMYK           | 91-85-0-25  | 0-0-0-0       | 91-0-95-64 | 100-0-100-87 |
| HTML           | #121CC0     | #FFFFFF       | #085D05    | #002200      |

## Ús
La bandera de Cascàdia té els drets d'autor a nom d'Alexander Baretich i la seva empresa, la Cascadian Flag Cooperative, Inc. El seu permís s'ha d'obtenir abans de qualsevol ús.
La bandera també figurava a la samarreta de l'equip de futbol Seattle Sounders FC durant la temporada 2021–2022, mostrant-se a la part posterior sota del coll.
La banda de folk Fleet Foxes de Seattle va incloure la bandera a la part posterior del seu àlbum d'estudi Helplessness Blues de 2011.